# Lobsang Tendzin
 (avril 2015).
Si vous disposez d'ouvrages ou d'articles de référence ou si vous connaissez des sites web de qualité traitant du thème abordé ici, merci de compléter l'article en donnant les références utiles à sa vérifiabilité et en les liant à la section « Notes et références ».
Pour les articles homonymes, voir Lobsang Tenzin (homonymie).
Lobsang Tendzin (en tibétain : བློ་བཟང་བསྟན་འཛིན, Wylie : blo bzang bstan 'dzin), aussi Lobsang Danjin (en chinois : 罗卜藏丹津 ; pinyin : luóbǔzàng dānjīn est un prince mongol khoshuud-Oïrat, Khan des Qoshots de 1723 à 1724. Il est le petit-fils de Güshi Khan, et le fils de Dashi bator, lui-même 10e fils de Güshi Khan. Il est également l'oncle de Lkhazan Khan.
En 1717, il s'allie avec l'armée de la Dynastie Qing, pour contre-attaquer les Dzoungars, qui prennent le contrôle de Lhassa, détruisent le Khanat qoshot, et tuent Lkhazan Khan.
En 1720, l'armée Qing, sous le règne de Kangxi, rentre dans Lhassa, accompagnée de différents peuples mongoles et défait les Dzoungars. Ce sera l'occasion de remettre à sa place Tsangyang Gyatso, 6e dalaï-lama, choisi par Lkhazan Khan.[Interprétation personnelle ?]
Selon les sources, en 1667, mais plus probablement en 1721, il publie un guide touristique du mont Wutai, mont sacré bouddhique, à destination des pèlerins. Le mont comporte de nombreux monastères bouddhiques chinois, et depuis la Dynastie Yuan, également tibétains
En 1723, Lobsang Tendzin rejoint les Mongols du Qinghai et se révoltent contre les Qing. Ils se lient également avec les Dzoungars contrôlés par Tsewang Rabtan.
En 1724, Nian Gengyao, un des commandants des huit bannières des Qing part vers l'ouest avec Yue Zhongqi (zh) (岳钟琪), il inflige une défaite à Lobsang Danjin, qui s'enfuit au Khanat dzoungar. À partir de ce moment les Qings, mettent en place un ministre des affaires à Xining (西宁办事大臣), pour gérer l'ensemble des affaires de la province du Qinghai.
En 1755, les supporteurs de Qianlong, le mandchou Yong Chang (zh) (永常) et le Khoïd-Oïrat Amoursana progressent vers l'Ouest et détruisent le Khanat dzoungar. Lobsang et Dawadji sont capturés par les Qing.
Qianlong leur épargne la peine de mort et leur offre une résidence.
Lobsang meurt plus vieux à Pékin.